# Доњи Казанци
Доњи Казанци су насељено мјесто у Босни и Херцеговини, у општини Босанско Грахово, које административно припада Федерацији Босне и Херцеговине. Према подацима пописа становништва 2013. године, у насељу је живјело 48 становника. Сви становници су Срби.

## Географија
Налазе се у доњем Ливањском пољу, у подножју планине Динаре између Сајковића и Горњих Казанаца.

## Историја
Доњи и Горњи Казанци и насеље Пољанице, планинска српска села у изразито српској општини Грахово, која се налази у пограничном подручју, према Хрватској, била су жртве веома жестоког напада регуларних оружаних формација из Хрватске 23. децембра 1994. године. Том приликом хрватска војска, не осврћући се на међурепубличке, а тада и међудржавне, границе, продрла је знатно у дубину територије суседне државе Републике Српске и окупирала неколико приграничних српских села. Жртве напада су више мештана, цивила српске националности. Сва српска имовина, од покућства, одеће и хране до стоке и сена, опљачкана су, а остатак спаљен и разорен.

## Становништво
| Националност       | 1991. | 1981. | 1971. | 1961. |
| Срби               | 197   | 214   | 308   | 372   |
| Југословени        |       | 7     |       | 3     |
| Хрвати             |       |       | 1     |       |
| остали и непознато |       |       |       |       |
| Укупно             | 197   | 221   | 309   | 375   |

| Демографија | Демографија | Демографија |
| Година      | Становника  | Становника  |
| ----------- | ----------- | ----------- |
| 1961.       | 375         |             |
| 1971.       | 309         |             |
| 1981.       | 221         |             |
| 1991.       | 197         |             |
| 2013.       | 48          |             |